# Senado de los Estados Generales
El Senado o Primera Cámara de los Estados Generales (Eerste Kamer der Staten-Generaal) es la cámara alta de los Estados Generales de los Países Bajos. En la actualidad tiene 75 miembros, elegidos indirectamente cada cuatro años por los órganos de las doce provincias neerlandesas. A diferencia de la Segunda Cámara de los Estados Generales, que es la cámara más relevante del parlamento, se reúne sólo una vez por semana.

## Historia
El Senado fue establecido en 1815, tras la fundación del Reino Unido de los Países Bajos, como parte de la nueva constitución promulgada por el rey Guillermo I. Inspirado en parte por la estructura bicameral de otros sistemas parlamentarios europeos, como el británico, se creó una cámara alta para ejercer funciones de control y revisión sobre la legislación.
Inicialmente, el Senado estaba compuesto por miembros designados por el rey y desempeñaba un papel más consultivo que legislativo. Su función era la de proporcionar una forma de supervisión aristocrática sobre la legislación aprobada por la Cámara de Representantes.
Con la reforma constitucional de 1848, impulsada por el político liberal Johan Rudolph Thorbecke, se introdujeron cambios importantes en la estructura del Estado neerlandés, incluido el paso hacia una monarquía parlamentaria. A partir de esta reforma, los miembros del Senado pasaron a ser elegidos por los consejos provinciales, estableciendo el principio de elección indirecta, que permanece vigente hasta la actualidad.
A lo largo del siglo XX, el Senado consolidó su rol como cámara de revisión legislativa. Aunque carece de la potestad para enmendar leyes, su función como órgano de control técnico, jurídico y constitucional.
En 2010, tras la disolución de las Antillas Neerlandesas, se estableció una nueva forma de representación en el Senado para los territorios caribeños integrados en el Reino (Bonaire, Saba y San Eustaquio), a través de colegios electorales especiales.

## Composición y elección
El Senado está compuesto por 75 miembros, que no son elegidos directamente por la ciudadanía. En su lugar, son elegidos indirectamente cada cuatro años por los miembros de los consejos provinciales de las doce provincias neerlandesas, así como por los representantes de los territorios caribeños (Bonaire, Saba y San Eustaquio). El sistema de votación es proporcional, y el peso del voto varía en función del tamaño poblacional de cada provincia.

## Funciones
A diferencia de la Cámara de Representantes, el Senado no puede proponer ni enmendar leyes. Su función principal es la de revisar la legislación que ha sido aprobada por la cámara baja. Las funciones principales del Senado incluyen:
- Revisión legal y técnica: Evaluar si los proyectos de ley son consistentes con la Constitución, otras leyes vigentes y principios jurídicos.
- Aprobación o rechazo de leyes: Puede aceptar o rechazar propuestas legislativas en su totalidad, pero no modificarlas.

- Control parlamentario limitado: Aunque tiene facultades para supervisar al poder ejecutivo, su papel en este aspecto es más limitado que el de la Cámara de Representantes.

## Composición

### Grupos parlamentarios
| Grupo Parlamentario  | Grupo Parlamentario                                                                     | Líder en el Senado   | Escaños |
| -------------------- | --------------------------------------------------------------------------------------- | -------------------- | ------- |
|                      | Movimiento Campesino-Ciudadano BoerBurgerBeweging                                       | Ilona Lagas          | 14      |
|                      | Izquierda Verde-Partido del Trabajo GroenLinks-Partij van de Arbeid                     | Paul Rosenmöller     | 14      |
|                      | Partido Popular por la Libertad y la Democracia Volkspartij voor Vrijheid en Democratie | Tanja Klip-Martin    | 10      |
|                      | Llamada Demócrata Cristiana Christen-Democratisch Appèl                                 | Theo Bovens          | 6       |
|                      | Demócratas 66 Democraten 66                                                             | Paul van Meenen      | 6       |
|                      | Partido por la Libertad Partij voor de Vrijheid                                         | Alexander van Hattem | 4       |
|                      | Partido por los Animales Partij voor de Dieren                                          | Niko Koffeman        | 3       |
|                      | Respuesta Correcta 2021 Juiste Antwoord 2021                                            | Annabel Nanninga     | 3       |
|                      | Partido Socialista Socialistische Partij                                                | Tiny Kox             | 3       |
|                      | Unión Cristiana Christen Unie                                                           | Tineke Huizinga      | 3       |
|                      | Foro para la Democracia Forum voor Democratie                                           | Johan Dessing        | 2       |
|                      | Volt Países Bajos Volt Nederland                                                        | Gaby Perin-Gopie     | 2       |
|                      | Partido Político Reformado Staatkundig Gereformeerde Partij                             | Peter Schalk         | 2       |
|                      | 50PLUS                                                                                  | Martin van Rooijen   | 1       |
|                      | Política Independiente Países Bajos Onafhankelijke Politiek Nederland                   | Auke van der Goot    | 1       |
|                      | Kemperman                                                                               | Eric Kemperman       | 1       |
| Fuente: Eerste Kamer |                                                                                         |                      |         |

### Mesa
| Cargo                  | Titular             | Lista   |
| ---------------------- | ------------------- | ------- |
| Presidente             | Jan Anthonie Bruijn | VVD     |
| Vicepresidenta primera | Mei Li Vos          | GL-PvdA |
| Vicepresidente segundo | Robert Croll        | D66     |

## Composición histórica
| 4   | 14   | 17  | 7   | 5   | 3    |
| CPN | PvdA | KVP | ARP | CHU | PvdV |

| 3   | 14   | 16  | 7   | 6   | 4   |
| CPN | PvdA | KVP | ARP | CHU | VVD |

| 2   | 14   | 17  | 7   | 6   | 4   |
| CPN | PvdA | KVP | ARP | CHU | VVD |

| 2   | 14   | 17  | 7   | 6   | 4   |
| CPN | PvdA | KVP | ARP | CHU | VVD |

| 22   | 5    | 25  | 8   | 8   | 7   |
| PvdA | Otr. | KVP | ARP | CHU | VVD |

| 23   | 2    | 26  | 8   | 8   | 8   |
| PvdA | Otr. | KVP | ARP | CHU | VVD |

| 25   | 3    | 26  | 7   | 7   | 7   |
| PvdA | Otr. | KVP | ARP | CHU | VVD |

| 22   | 6    | 25  | 7   | 7   | 8   |
| PvdA | Otr. | KVP | ARP | CHU | VVD |

| 20   | 8    | 24  | 7   | 8   | 8   |
| PvdA | Otr. | KVP | ARP | CHU | VVD |

| 18   | 6   | 6    | 22  | 7   | 7   | 8   |
| PvdA | D66 | Otr. | KVP | ARP | CHU | VVD |

| 21   | 13    | 16  | 6   | 7   | 12  |
| PvdA | Otros | KVP | ARP | CHU | VVD |

| 25   | 5   | 6    | 15  | 24  |
| PvdA | PPR | Otr. | VVD | CDA |

| 26   | 9    | 13  | 27  |
| PvdA | Otr. | VVD | CDA |

| 28   | 7    | 12  | 28  |
| PvdA | Otr. | VVD | CDA |

| 17   | 6   | 9    | 17  | 26  |
| PvdA | D66 | Otr. | VVD | CDA |

| 17   | 6   | 10   | 16  | 26  |
| PvdA | D66 | Otr. | VVD | CDA |

| 26   | 5   | 6    | 12  | 26  |
| PvdA | D66 | Otr. | VVD | CDA |

| 4  | 16   | 12  | 4    | 12  | 27  |
| GL | PvdA | D66 | Otr. | VVD | CDA |

| 4  | 14   | 7   | 8    | 23  | 19  |
| GL | PvdA | D66 | Otr. | VVD | CDA |

| 8  | 15   | 4   | 5    | 4  | 19  | 20  |
| GL | PvdA | D66 | Otr. | CU | VVD | CDA |

| 4  | 5  | 19   | 3   | 6    | 15  | 23  |
| SP | GL | PvdA | D66 | Otr. | VVD | CDA |

| 12 | 4  | 14   | 6    | 4  | 14  | 21  |
| SP | GL | PvdA | Otr. | CU | VVD | CDA |

| 8  | 5  | 14   | 5   | 6    | 16  | 11  | 10  |
| SP | GL | PvdA | D66 | Otr. | VVD | CDA | PVV |

| 9  | 4  | 8    | 10  | 7    | 3  | 13  | 12  | 9   |
| SP | GL | PvdA | D66 | Otr. | CU | VVD | CDA | PVV |

| 4  | 3    | 8  | 6    | 7   | 5    | 4  | 12  | 9   | 5   | 12  |
| SP | PvdD | GL | PvdA | D66 | Otr. | CU | VVD | CDA | PVV | FvD |

| 3  | 3    | 14      | 5   | 8    | 3  | 10  | 6   | 16  | 4   | 3   |
| SP | PvdD | GL-PvdA | D66 | Otr. | CU | VVD | CDA | BBB | PVV | J21 |

a Desde 1946 hasta 1955 el mínimo para ser representado en la columna de resultados es haber obtenido dos escaños o más. Si una formación no alcanza este umbral, será agrupada bajo la categoría de "Otros". Desde 1956 en adelante, debe superar los tres escaños o más.